# Keiko Awaji
Keiko Awaji (淡 路 恵 子 Awaji Keiko; Tokio, 17 de julio de 1933 - ibid 11 de enero de 2014) fue una actriz de cine japonesa.
Los acontecimientos importantes de su carrera fueron una aparición en El perro rabioso de Akira Kurosawa, y un papel como Kimiko en Los puentes de Toko-Ri, en la que aparecía junto a William Holden y Mickey Rooney.
Su primer marido fue el músico y actor filipino, Rodrigo "Bimbo" Danao, tenían dos hijos en común. Su hijo mayor es el actor Etsuo Shima.
Su segundo marido fue el actor japonés Yorozuya Kinnosuke, pero se divorciaron en 1987. Su hijo mayor, Akihiro, murió en un accidente automovilístico en 1990. En 2004, su hijo menor, Kichinosuke Yorozuya (Satoshi Ida), fue arrestado por irrumpir en su casa, por lo que cumplió seis meses de prisión. El 16 de junio de 2010, Kichinosuke se suicidó saltando desde su apartamento en Shinjuku.
Ella murió de cáncer de esófago en Tokio.

## Filmografía parcial
Ella ha aparecido en más de 160 películas desde 1949:
- Stray Dog (1949)
- Los puentes de Toko-Ri (1954)
- El Palacio Badger (1958)
- Scar Yosaburo (1960)
- Esposa y mujer (1961)